# Anton Georg Pummerer

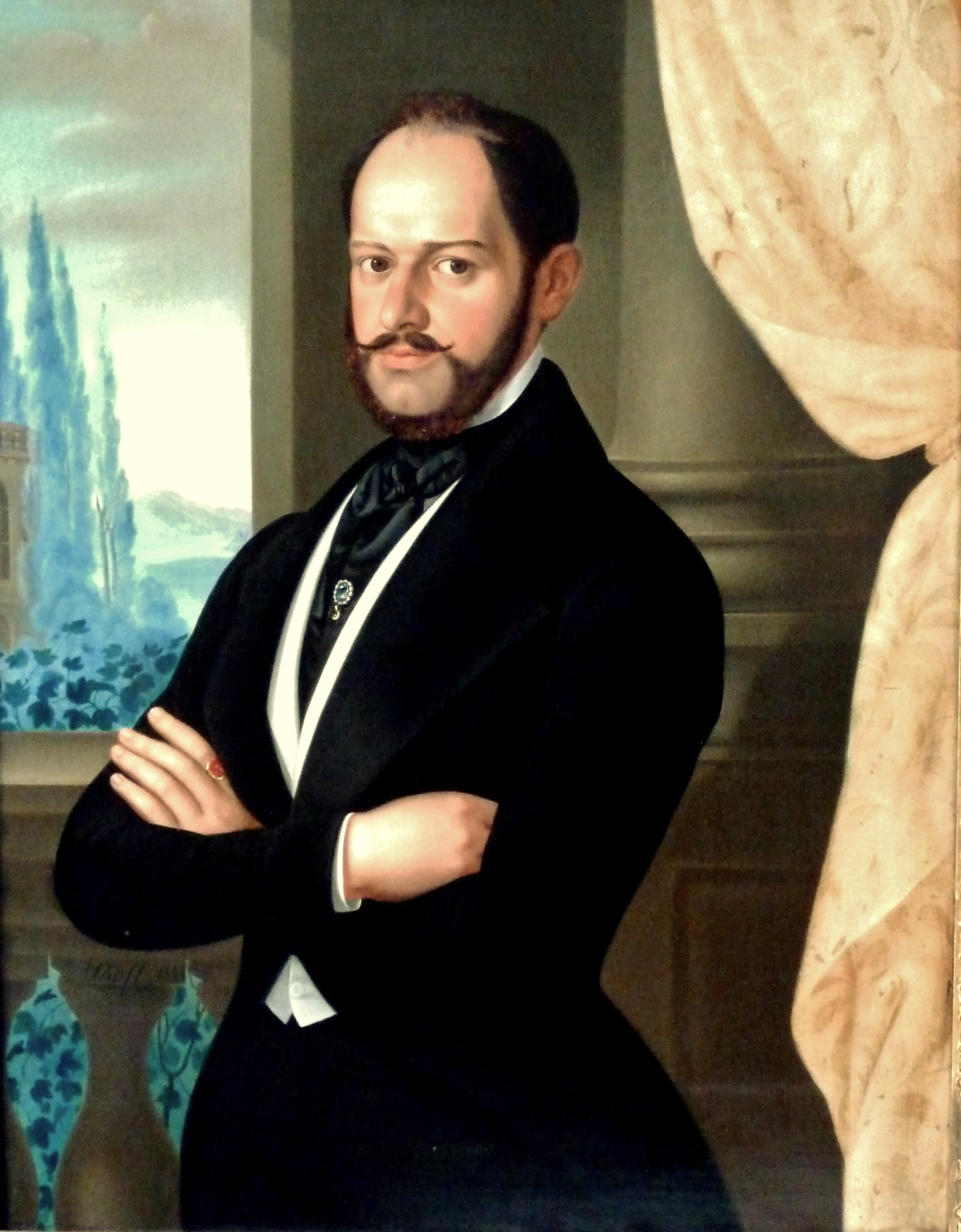
Anton Georg Pummerer 1848, Bild von Primus Skoff (1810 – 1872)

Anton Georg Pummerer (* 7. Oktober 1813 in Passau; † 3. Oktober 1866 in Gastein) war ein österreichischer Kaufmann, Fabrikbesitzer und Politiker.

## Leben
Anton Georg Pummerer, geboren 1813, war der Sohn der Katharina P., geb. Jäger (1773 – 1829) und des Spezereihändlers Josef Emmanuel Pummerer (1772 – 1837) in Passau. Er ging 1838 als Kaufmann von Passau nach Linz, wo er verschiedenen Fabriken gründete. Er war Besitzer des Brauerei-Traktes von Schloss Polheim in Wels und Administrator der k.k. privaten Eisenblech-Fabrik in der Noitzmühle am Oberlauf des Welser Mühlbaches. 1851 gründete er gemeinsam mit dem Industriellen Dierzer v. Traunthal, dem Kaufmann Hartmayr, dem Apotheker Hofstätter und dem Advokaten Ladinser die Lambacher Flachsspinnerei in Stadl-Paura, die bald zu einem führenden Unternehmen auf diesem Sektor wurde. Pummerer war bis 1866 kaufmännischer Leiter der Lambacher Flachsspinnerei. 1861 gründete er die Welser Ölmühle, die in den folgenden Jahrzehnten große Mengen Rüb- und Leinöl erzeugte. Zur Hebung des Lebensstandards der Kleinbauern regte er den Anbau von Rüb- und Leinsamen im Mühlviertel an.
Pummerer war auch Direktor der Linzer Filials-Escomptebank, Ausschussmitglied der allgemeinen Sparkasse in Linz, Präsident des Vereins zur Förderung des geselligen Lebens und Mitglied noch mehrerer Humanitätsanstalten. 1858 – 1866 fungierte Pummerer, „der erste typische Industriekaufmann Oberösterreichs“ (Erich M. Meixner), als Präsident der Handels- und Gewerbekammer Oberösterreichs; 1861 bis 1865 wurde er für die sich zu dieser Zeit entwickelnde Liberale Partei in den Linzer Landtag und aus diesem in das Abgeordnetenhaus des österreichischen Reichsrates gewählt.
Er heiratete am 9. November 1842 seine Nichte Katharina Fink (1822 – 1881). Von den sieben Kindern verstarb der älteste Sohn Anton Georg Joseph Matthäus (1844–1866) mit 23 Jahren in Marseille an Typhus. Während eines Kuraufenthaltes in Bad Gastein starb er selbst ein halbes Jahr später im 53. Lebensjahr am 3. Oktober 1866. In seinem Nachruf wurde ihm ein fester Charakter, strenger Rechtssinn und hervorragende kaufmännische Intelligenz bescheinigt. Er hinterließ seine Witwe Katharina mit vier minderjährigen Kindern als Erben. Frau Pummerer führte mit dem Geschäftsführer Schmidt die Geschäfte von Linz aus weiter. Der jüngste Sohn Rudolph Josef Wilhelm (1855 – 1926) übernahm 1874 mit erst 19 Jahren die Welser Fabrik und das Bankgeschäft in Linz.